# Бабни
Бабни — деревня в Смоленском районе Смоленской области России. Входит в состав Новосельского сельского поселения. Население — 103 жителя (2007 год). 
Расположена в западной части области в 19 км к северо-западу от Смоленска, в 9 км северо-восточнее автодороги Р133 Смоленск — Невель, на берегу реки Лущенка. В 19 км южнее деревни расположена железнодорожная станция Красный Бор на линии Москва — Минск. 

## История
В годы Великой Отечественной войны деревня была оккупирована гитлеровскими войсками в июле 1941 года, освобождена в сентябре 1943 года. 
Согласно архивным данным в 1811 г. деревня помещичья, выселенная из другой деревни, а в 1816 г. и последующих годах деревня государственная (такое может быть, вотчину забрали в казну за долги и т.п.). 
В 1811 и в 1816 гг.. там живут абсолютно разные семьи. 
В 1811 г. все крестьяне в этой деревне носят фамилию Бабнов! Откуда пошло название деревни. 